# دوجورپای کرمی
دوجورپای کرمی (نام علمی: Ingolfiella) نام یک سرده از تیره دوجورپایان کرمی است.